# 哈密頓系統

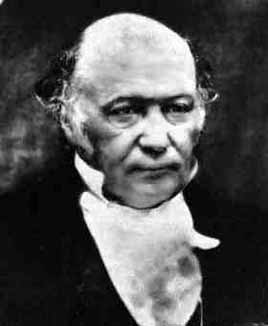
威廉·哈密顿

哈密頓系統是物理學和古典力學中的一個實體系統，是動力系統的一個特例——其中的力和動量是不變量。哈密頓系統研究的是哈密頓力學。
在數學中，汉密顿系统是一個可以書寫成哈密頓方程式形式的微分方程系統。哈密頓系統通常可以用哈密頓向量場公式表示在辛流形或帕松流形上。

## 例子
- 動力學的撞球
- 行星系統